# Frank Lawler

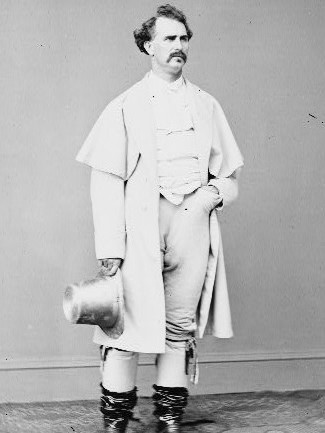
Frank Lawler

Frank Lawler (* 25. Juni 1842 in Rochester, New York; † 17. Januar 1896 in Chicago, Illinois) war ein US-amerikanischer Politiker. Zwischen 1885 und 1891 vertrat er den Bundesstaat Illinois im US-Repräsentantenhaus.

## Werdegang
Frank Lawler besuchte die öffentlichen Schulen seiner Heimat. Im Jahr 1854 kam er mit seinen Eltern nach Chicago. Er arbeitete einige Jahre als Nachrichtenbote und Bremser für die Eisenbahn. Danach wurde er im Schiffbau tätig. Lawler engagierte sich auch in der Gewerkschaftsbewegung. Dabei war er an der Gründung einiger Gewerkschaften beteiligt. Außerdem wurde er Präsident der Ship Carpenters and Calkers’ Association. Zwischen 1869 und 1877 arbeitete er für die Post in Chicago. Gleichzeitig schlug er als Mitglied der Demokratischen Partei eine politische Laufbahn ein. Von 1876 bis 1885 gehörte er dem Stadtrat von Chicago an. Ab 1878 war er auch im Spirituosenhandel tätig.
Bei den Kongresswahlen des Jahres 1884 wurde Lawler im zweiten Wahlbezirk von Illinois in das US-Repräsentantenhaus in Washington, D.C. gewählt, wo er am 4. März 1885 die Nachfolge von John F. Finerty antrat. Nach zwei Wiederwahlen konnte er bis zum 3. März 1891 drei Legislaturperioden im Kongress absolvieren. Im Jahr 1891 bewarb er sich erfolglos um den Posten des Sheriff im Cook County. 1895 kandidierte er ebenso ohne Erfolg für seine Rückkehr in den Kongress. Danach wurde er noch einmal Stadtrat in Chicago. Dort ist er am 17. Januar 1896 auch verstorben.